# Une jeune femme au mont Limon
 (septembre 2010).
Si vous disposez d'ouvrages ou d'articles de référence ou si vous connaissez des sites web de qualité traitant du thème abordé ici, merci de compléter l'article en donnant les références utiles à sa vérifiabilité et en les liant à la section « Notes et références ».
Une jeune femme au mont Limon est un roman de Marcelle Lagesse, paru en 1993.

## Résumé du livre
Le livre se centre sur le retour d'Amandine à son île natale après seize ans d'absence. Cette Rodriguaise de vingt-huit ans rentre à l'Ile Rodrigues en 1888 après des études et une carrière d'institutrice à l'Ile Maurice. Elle retrouve la maison de son enfance ainsi que les terres de ses parents que Joseph et Zélia "sa deuxième maman" ont entretenues pendant son absence.
Amandine, hantée par son passé, redécouvre son île natale et poursuit son enquête pour découvrir le mystère autour de sa maison et de la relation de ses parents. Amandine se retrouve aussi confrontée à l'Ermite, le fils d'un naufragé qui cherche des réponses sur la mystérieuse mort de son père, pour lequel elle éprouve des sentiments.
À la fin du roman, Monsieur Gontier dont la mission est de donner à Amandine une lettre de sa mère si elle décidait de rester à Rodrigues après un an d'installation donnera des réponses à ses questions. La jeune femme découvre que sa mère a assassiné son amant, (le père de l'Ermite), un naufragé du bateau City of Venice qui a été recueilli par sa servante, Zélia. Le roman se clôt sur la décision d'Amandine de rester et de s'installer définitivement chez elle.

## Les personnages
- Amandine : protagoniste du livre. Le livre est écrit de son point de vue
- Zélia : servante loyale de la famille d'Amandine. Elle a recueilli le naufragé et est une seconde mère pour Amandine
- Joseph : enfant du hasard et époux de Zélia
- L'Ermite : un franco-norvégien à la recherche son père mystérieusement perdu et dont Amandine est attachée
- Monsieur O'Bryen : commissaire civil qui gère l'île et qui propose d'acheter les terres des parents d'Amandine pour une petite somme, profitant du mystère qui tourne autour de la mort d'un homme dans leur maison
- Mère d'Amandine : l'intrigue de l'histoire Celle où Amandine la raconte dans ses Mémoires

## Autour du livre
"Marcelle Lagesse reprend ici les recettes qui avaient fait le succès de quelques-uns de ses romans précédents. Un héros ou en l'occurrence une héroïne, confrontés aux ombres du passé partent à la recherche du mystère qui les entoure". Elle brode aussi une histoire autour de faits historiques. L'histoire se situe autour du XVIIIe siècle, époque de la colonisation française. Le livre a été choisi pour être un des livres étudiés par les étudiants du certificat de 'O' Level en forme 5 ; programme proposé par Cambridge[réf. nécessaire].